# Hegumen
A hegumen, ihumen vagy igumen a keleti ortodox egyházban egy kisebb kolostor főnökének a címe. Az orosz birodalomban, az egyházi birtokok 1764-es szekularizációja után a hegumen az ún. harmadik osztályba átsorolt kolostor főnöke volt. Az első és második osztályba tartozó kolostorok élén archimandriták álltak. A konvent főnökét ihumeniának nevezték. A görögkatolikus egyházban egy egyháztartomány összes kolostorának a főnökét protoihumennek nevezték. A szekularizáció előtt fontos szerepet töltöttek be az oktatás és az irodalom terén. Részt vettek a szobrok (a püspöki tanácsok, egyházi tisztviselők, szerzetesek képviselőinek) gyűlésein, a püspökök megválasztásában, és néha a kozákok gyűlésein is.